# نتاليا ماداي
نتاليا ماداي، لاعبة تجديف بولندية، مواليد 25 كانون الثاني (يناير) 1988. في الألعاب الأولمبية الصيفية 2012، أنهت سباق التجديف الرباعي سيدات في المركز الثامن. في الألعاب الأولمبية الصيفية 2016 فازت نتاليا بأول ميدالية ذهبية في سباق التجديف الثنائي للسيدات مع شريكتها ماغدالينا فولارزوك.